# كاستيليري
كاستيليري هي بلدية يبلغ عدد سكانها 3500 شخص، وتتواجد في مقاطعة فروزينوني الإيطالية تحديدًا بمنطقة لاتسيو الواقعة في وادي ليري ، والتي تتواجد على بعد حوالي 90 كيلومتر (56 ميل) جنوب شرق روما وحوالي 20 كيلومتر (12 ميل) شمال شرق فروزينوني .
تقع كاستيليري على حدود البلديات التالية: آربينو، مونتي سان جيوفاني كامبانو وسورا.

## روابط خارجية
- الموقع الرسمي